# Песьяное (Петуховский район)
Песьяное — деревня в Петуховском районе Курганской области. Входит в состав Петуховского муниципального округа.

## История
До 1917 года входила в состав Каменской волости Ишимского уезда Тобольской губернии. По данным на 1926 год состояла из 323 хозяйства. В административном отношении являлась центром Песьянского сельсовета Петуховского района Ишимского округа Уральской области.
21 мая 2021 года деревня вошла в Петуховский муниципальный округ Курганской области.

## Население
| 1989 | 2002 | 2010 |
| ---- | ---- | ---- |
| 184  | ↘142 | ↘57  |

По данным переписи 1926 года в деревне проживало 1611 человек (752 мужчины и 859 женщин), в том числе: русские составляли 98 % населения.